# اقتصاد جمهورية أيرلندا

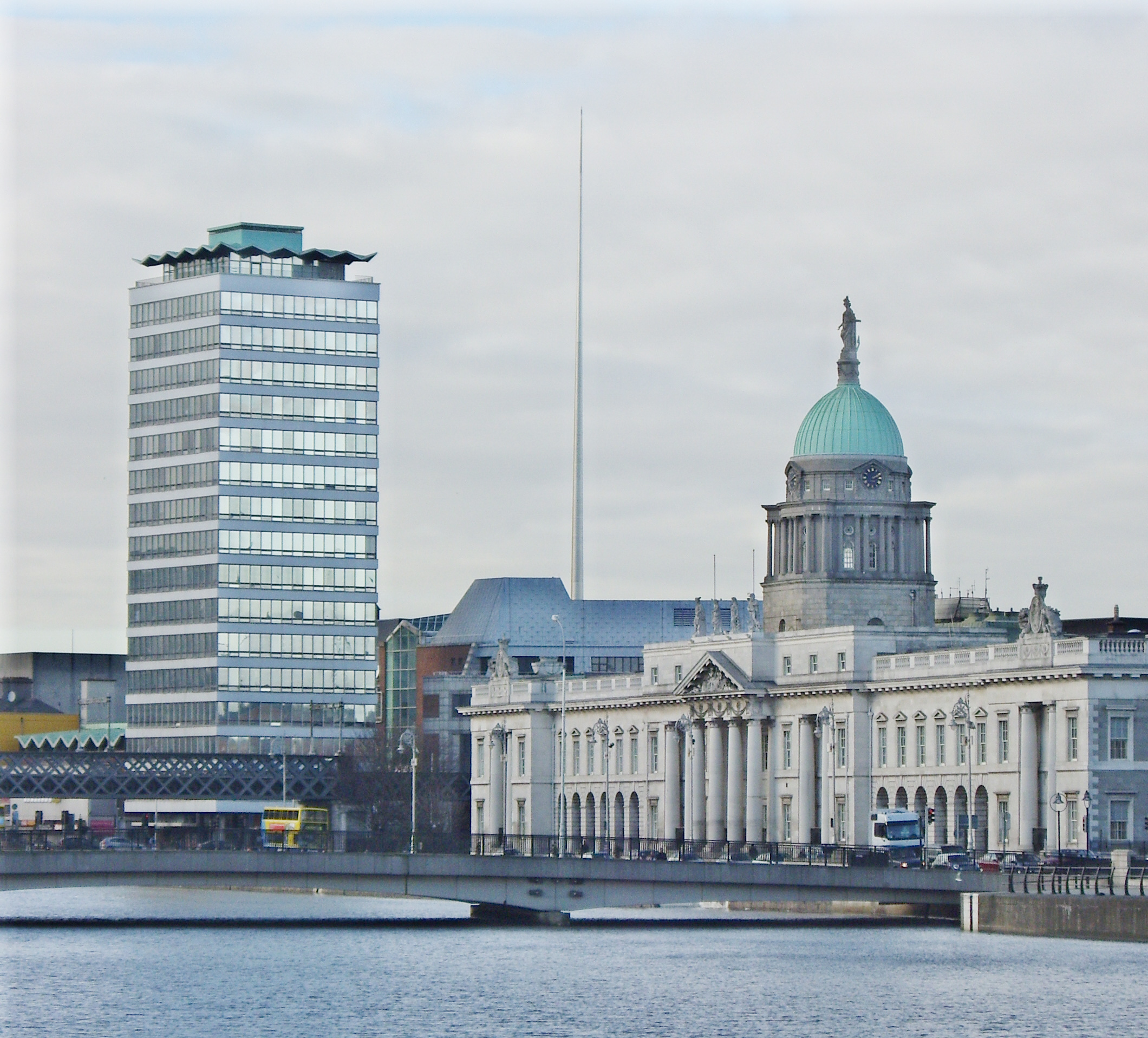
مركز مدينة دبلن.

يعد اقتصاد جمهورية أيرلندا في المقام الأول، اقتصادًا معرفيًا، يركز على الخدمات في التكنولوجيا الحديثة، وعلوم الحياة، والخدمات المالية والأعمال التجارية الزراعية بما في ذلك الأغذية الزراعية. أيرلندا اقتصاد مفتوح (تحتل المرتبة السادسة في مؤشر الحرية الاقتصادية)، وتحتل المرتبة الأولى في تدفقات الاستثمارات الأجنبية المباشرة عالية القيمة. تحتل أيرلندا في جدول نصيب الفرد من الناتج المحلي الإجمالي العالمي، المرتبة الخامسة من أصل 187 في جدول صندوق النقد الدولي، والسادسة من أصل 175 في تصنيف البنك الدولي.
بعد فترة من النمو المستمر على المستوى السنوي من عام 1984 إلى عام 2007، أثرت الأزمة المالية الأيرلندية بعد عام 2008 تأثيرًا شديدًا على الاقتصاد، مما أدى إلى تفاقم المشاكل الاقتصادية المحلية المتعلقة بانهيار فقاعة العقارات الأيرلندية. شهدت أيرلندا أولًا فترة ركود تقني قصيرة المدى، وتحديدًا من الربع الثاني من عام 2007، تلتها فترة ركود من الربع الأول من عام 2008 إلى عام 2009.
بعد عام من ركود النشاط الاقتصادي في عام 2010، ارتفع الناتج المحلي الإجمالي الحقيقي الأيرلندي بنسبة 2.2% في عام 2011 و0.2% في عام 2012 -وكان هذا الارتفاع مرتبطًا بالتحسينات في قطاع التصدير. تسببت أزمة الديون السيادية الأوروبية في ركود أيرلندي جديد، بدأ في الربع الثالث من عام 2012، واستمر في الربع الثاني من عام 2013. بحلول منتصف عام 2013، تنبأت التوقعات الاقتصادية للمفوضية الأوروبية لأيرلندا بأن تعود معدلات نموها إلى 1.1% في عام 2013 و 2.2% في عام 2014. بلغت نسب نمو إجمالي الناتج المحلي الوهمي لعام 2015، 26.3% (الناتج القومي الإجمالي بنسبة 18.7%). ونُسب هذا النمو جزئيًا وبشكل رسمي إلى ممارسات الانعكاس الضريبي من قبل الشركات متعددة الجنسيات التي تغير مقرها الرسمي. ظهر هذا النمو في الناتج المحلي الإجمالي، الذي أطلق عليه الاقتصادي بول كروغمان لقب «اقتصاديات الجني الخبيث»، مدفوعًا من قبل شركة أبل بإعادة هيكلة فرعها الأيرلندي في يناير 2015. أدى تغيير الإحصاءات الاقتصادية لأيرلندا (بما في ذلك الدخل القومي الإجمالي، الناتج القومي الإجمالي والناتج المحلي الإجمالي) من خلال الممارسات الضريبية لبعض الشركات متعددة الجنسيات، إلى اقتراح البنك المركزي الأيرلندي تدبيرًا بديلاً من تلك السنة فصاعدًا (الدخل القومي الإجمالي المعدل أو الدخل القومي الإجمالي)، لعكس الحالة الاقتصادية الحقيقية بشكل أكثر دقة.
تواصل الشركات متعددة الجنسيات، المملوكة للأجانب، في المساهمة كثيرًا في الاقتصاد الأيرلندي، إذ تشكل 14 من أكبر 20 شركة أيرلندية (حسب حجم التداول)، وتوظف 23% من القوى العاملة في القطاع الخاص، وتدفع 80% من ضريبة الشركات المحصلة. اعتبارًا من منتصف عام 2019، من المتوقع أن يتراجع النمو الاقتصادي في أيرلندا، لا سيما بعد انسحاب المملكة المتحدة من الاتحاد الأوروبي.
حلّت أيرلندا في المرتبة 22 في مؤشر الابتكار العالمي عام 2023، متراجعةً من المركز 12 عام 2019، ثم تقدّمت للمركز 19 في مؤشر عام 2024.

## المساهمون الاقتصاديون والإجراءات الاقتصادية
تشكل الشركات متعددة الجنسيات المملوكة للأجانب، نسبة كبيرة من الناتج المحلي الإجمالي لأيرلندا. تساهم «مخططات الضرائب» التي تستخدمها بعض الشركات متعددة الجنسيات، في تشويه الإحصاءات الاقتصادية لأيرلندا؛ بما في ذلك الدخل القومي الإجمالي، الناتج القومي الإجمالي والناتج المحلي الإجمالي. على سبيل المثال، تُظهر منظمة التعاون الاقتصادي والتنمية أن لأيرلندا نفوذ متوسط على أساس إجمالي الدين العام إلى الناتج المحلي الإجمالي (78.8% في عام 2016)، ولكنها ثاني أعلى قوة، بعد اليابان، على إجمالي أساس الدين العام للفرد (62,686 دولار في عام 2016). أدى هذا الانفصال في عام 2017، إلى تطوير البنك المركزي الأيرلندي للدخل القومي الإجمالي الأيرلندي المعدل (أو الدخل القومي الإجمالي) لقياس الاقتصاد الأيرلندي (الناتج المحلي الإجمالي لعام 2016 وهو 143 % من الدخل القومي الأيرلندي لعام 2016، وبلغ إجمالي الدين العام الأيرلندي إلى الدخل القومي الإجمالي لمنظمة التعاون الاقتصادي والتنمية 116.5%). وضع نصيب الفرد من الدخل القومي الإجمالي في أيرلندا في مرتبة مشابهة لألمانيا. وفقًا لتقرير صادر عن منظمة التعاون الاقتصادي والتنمية، بلغ معدل نمو الإنتاجية بين الكيانات الأجنبية 10.9% لعام 2017، وكان أقل بنسبة 2.5% للشركات المحلية.
كان تغيير البيانات الاقتصادية الأيرلندية من خلال مخططات ضرائب الشركات متعددة الجنسيات في الولايات المتحدة مساهماً رئيسيًا في تعزيز الرافعة المالية في «النمر السلتي»، مما زاد من تفاؤل كل من المستهلكين الأيرلنديين (الذين اقترضوا 190% من الدخل المتاح) وتفاؤل أسواق رأس المال العالمية ايضًا بشأن أيرلندا (مكّنت البنوك الأيرلندية من إقراض أكثر من 180% من قاعدة الودائع). شعرت أسواق المال العالمية التي تجاهلت ائتمان القطاع الخاص في أيرلندا، وتحذيرات منظمة التعاون الاقتصادي والتنمية وصندوق النقد الدولي، عندما كان الناتج المحلي الإجمالي الأيرلندي يرتفع خلال النمر السلتي، بالقلق من الأزمة المالية. أدى انسحابهم إلى تصحيح عميق للملكية الأيرلندية، ما أدى إلى أزمة في النظام المصرفي الأيرلندي.
صُنف النمو الهائل (ولكن الخادع) في الناتج المحلي الإجمالي لأيرلندا عام 2015 (من 1% في عام 2013، إلى 8% في عام 2014، إلى 25% في عام 2015) بـ«اقتصاديات الجني الخبيث» من البعض. أظهر أن إعادة هيكلة شركة آبل الفرعية الأيرلندية في يناير 2015، هي من تقود هذا النمو. أظهر تقرير تابع للمفوضية الأوروبية في الحسابات القومية لأيرلندا أنه حتى قبل ذلك، كان 23 % من الناتج المحلي الإجمالي لأيرلندا، مدفوعات صافية للشركات متعددة الجنسيات، مما يعني أن الناتج المحلي الإجمالي الأيرلندي تضخم إلى 130 % من الناتج المحلي الإجمالي «الحقيقي» (قبل نمو شركة أبل).
أدى ذلك إلى اقتراح البنك المركزي الأيرلندي مقياسًا بديلًا جديدًا، وهو الدخل القومي الإجمالي المعدل، لتمثيل الاقتصاد الأيرلندي «الحقيقي» بشكل أفضل. نظرًا لأهمية الشركات متعددة الجنسيات الأمريكية في الاقتصاد الأيرلندي (80% من العمالة الأيرلندية متعددة الجنسيات، و 14 من أكبر 20 شركة أيرلندية)، كان إصدار قانون تخفيض الضرائب وفرص العمل لعام 2017 يمثل تحديًا لأيرلندا. تستهدف أجزاء من قانون خفض الضرائب والوظائف في الولايات المتحدة لعام 2017، المخططات الضريبية الأيرلندية متعددة الجنسيات (وخاصة الانتقال إلى نظام حديث «للضريبة الإقليمية»، وتطبيق ضريبة دخل أجنبية غير ملموسة في ما يتعلق بالملكية الفكرية، وضد نظام ضريبة الدخل غير الملموس الضريبي الأيرلندي العالمي). بالإضافة إلى ذلك، يُنظر أيضًا إلى ضريبة المبيعات الرقمية المقترحة من الاتحاد الأوروبي (والرغبة المعلنة في إنشاء قاعدة موحدة لضرائب الشركات)، على أنها محاولة لتقييد استخدام مخططات الضرائب الأيرلندية المتعددة الجنسيات من قبل شركات التكنولوجيا الأمريكية.
يتطلب تثبيت فقاعة الائتمان الأيرلندية تحويلاً كبيراً للديون من الميزانية العمومية للقطاع الخاص (أعلى رافعة مالية من منظمة التعاون والتنمية في الميدان الاقتصادي)، إلى الميزانية العمومية للقطاع العام (غير المستغلة تقريبًا، ما قبل الأزمة)، عن طريق عمليات إنقاذ البنوك الأيرلندية والإنفاق من العجز العام. يعني نقل هذا الدين، أنه كان لأيرلندا، في عام 2017، واحد من أعلى مستويات المديونية في القطاع العام والقطاع الخاص، في الاتحاد الأوروبي ومنظمة التعاون الاقتصادي والتنمية.

## التاريخ

### الدولة الأيرلندية الحرة
كانت لدى أيرلندا في عشرينيات القرن العشرين، حواجز تجارية عالية مثل التعريفات الجمركية المرتفعة، خاصة خلال الحرب الاقتصادية مع بريطانيا في ثلاثينيات القرن الماضي، وسياسة استبدال الواردات. خلال الخمسينيات، هاجر 400,000 شخص من أيرلندا. أصبح من الواضح بشكل متزايد، عدم استدامة القومية الاقتصادية. في حين تمتعت الدول الأوروبية الأخرى بنمو سريع، عانت أيرلندا من ركود اقتصادي.